# Az Őrtorony hirdeti Jehova Királyságát
Az Őrtorony hirdeti Jehova Királyságát – röviden: Őrtorony – egy képekkel ellátott vallással foglalkozó folyóirat, egyike a Jehova tanúi kiadványainak, az Őrtorony Társulaton és annak leányvállalatain keresztül adják ki. Ez a Földön a legnagyobb példányszámban kiadott és a legtöbb nyelvre lefordított folyóirat. Társfolyóirata az Ébredjetek!

## Története
A kiadványt  Charles Taze Russell kezdte el, aki 1879. július 1-jén kiadta az első Zion's Watch Tower and Herald of Christ's Presence (Sioni Őrtorony és Krisztus jelenlétének hírnöke) című újságját. 1909-ben a név megváltozott:The Watch Tower and Herald of Christ's Presence. 1920-ban az Őrtorony Társulat újranyomtatta az 1879 és 1919 között megjelent számokat, amely 7 kötetet tett ki. Amerikában ma is úgy emlegetik ezeket: The Watchtower Reprints, számos csoportosulás újból kiadta ezeket a köteteket. 1939-ben újabb névváltoztatás következett be: The Watchtower and Herald of Christ's Presence, de 1940-től a ma is használt The Watchtower Announcing Jehovah's Kingdom címre váltottak.
Kezdetben az Őrtornyot és társát az Ébredjetek!-et alacsony, időről időre változó, területenként eltérő díjért árusították. 1990. január 17-től az amerikai legfelsőbb bíróság megállapította, hogy a vallásos kiadványok sem mentesülhetnek az adózás alól. A Társulat többféle módon harcolt a döntés ellen (amicus curiae), de eredménytelenül; márciustól inkább ingyenessé tették az újságokat, és csak önkéntes adományokat fogadtak el érte. Ezzel a lépéssel egyszerűbbé tették a prédikációt, megkülönböztették magukat azoktól a vallási csoportoktól, amelyek a kereskedelmi alapokra helyezték a hitoktatást. Az "Our Kingdom Ministry", azaz (Királyság szolgálatunk) nevű kiadványuk májusi száma úgy értékeli az eseményeket, hogy nő a nyomás a világ felől a vallási szervezetükre, de világszerte akadályok nélkül folytathatják így is a prédikálásukat. Az 1990-es évek elején azonban még folytatódott több helyen is az árusítás, egyes helyeken még 2000-ben is, de mára teljesen ingyenessé vált és az előállítás teljesen önkéntes adományokból realizálódik.
A 2000-es években egyre több változtatás indult a kiadványban. Egyre több rovat és cikksorozat került bele az olvasók igényeit figyelembe véve. 2008-ban egy jelentős lépésként kettéválasztották a kiadást, a tanulmányozási cikkeket tartalmazó 15-ei keltezésű folyóiratot csak az összejöveteleket látogatók kapják meg, míg az 1-jei számot mindenkinek átadják. 2013-tól a nyilvános kiadás 16 oldalas, a tanulmányozási pedig 32 lesz. A nyilvánosságnak szánt  kiadás nagyrészt rovatokat tartalmaz ezentúl, sok cikk pedig ezután csak online jelenik meg. 2015 és 2018 között 2 havonta, 2018-tól pedig 3 havonta jelenik meg a nyilvánosságnak szánt  kiadás és egy szám két hónapig aktuális.

## A kiadók célja
A folyóiratot Jehova Tanúi Vezető Testülete a vallás tagjaival és az érdeklődőkkel való elsődleges kommunikációs csatornaként használják. A Tanulmányozásra szánt kiadás alapján megbeszéléseket tartanak minden hétvégén az összejöveteleiken, míg a Nyilvánosságnak szánt kiadás nyilvánosan van terjesztve bármely érdeklődő számára.
Minden szám borítójának belső oldalán rajta van:
„AZ ŐRTORONY CÉLJA, hogy dicsőítse Jehova Istent, a világegyetem legfőbb Urát. Ahogyan az ősidőkben az őrtorony lehetővé tette, hogy az ember messziről észrevehesse, mi történik, ez a folyóirat is megmutatja, milyen jelentőségük van a világeseményeknek a bibliai próféciák fényében. Azzal a jó hírrel vigasztal, hogy Isten Királysága, mely valóságos kormányzat az égben, nemsokára véget vet minden gonoszságnak, a földet pedig paradicsommá változtatja. Arra buzdít, hogy higgyünk Jézus Krisztusban, aki meghalt azért, hogy örök életünk lehessen, és aki már most uralkodik Isten Királyságának a Királyaként. Ez a folyóirat, melyet Jehova Tanúi 1879 óta adnak ki, politikamentes, és legfőbb tekintélyként a Bibliára támaszkodik."

## Terjesztés
Minden Nyilvánosságnak szánt kiadás 69 804 000 példányban, 414 nyelven jelenik meg minden hónapban. A Tanulmányozásra szánt kiadás vélhetően körülbelül 13 825 000 példányban jelenik meg a közel nyolcmilliós tagságot és az ezen felüli 'komolyabb' érdeklődők számát figyelembe véve. Azonban erről a számadatról a kiadók nem nyilatkoztak még.
A következő gondolat áll még a folyóiratok terjesztéséről minden kiadványban:
"Ez a kiadvány nem értékesítésre szánt példány. Közreadása részét alkotja az önkéntes adományokból fenntartott, világméretű bibliai oktatómunkának."

## Megjelenés
Háromhavonta jelenik meg, a nyilvánosságnak szánt kiadvány és 16 oldalas, míg a tanulmányozásra szánt kiadás 5-6 cikkel foglalkozik és 32 oldal terjedelmű.

## Tartalom
Hiperrealisztikus, az érzéseket rendkívüli módon kifejező festményekkel és képekkel díszítik. A Jehova Tanúinak tanulmányozásra szánt kiadások tartalmaznak négy-öt tanulmányozás céljára szolgáló cikket – ezeket a tanúknak át kell tanulmányozni, de az összejöveteleken is felolvassák őket; így a Föld minden Tanúja ugyanazt a cikket tanulmányozza át egy adott hétvégén. A tanulmányozásvezető segédje ilyenkor felolvas minden bekezdést és a levezető felteszi a hozzátartozó kérdést, amelyre a gyülekezet tagjai válaszolnak a vezető felszólítására. Arra kapnak felszólítást, hogy saját szavaikkal válaszoljanak, használják az írásokat, különös tekintettel a cikkben foglaltak mindennapokban való hasznosíthatóságára. Ezenkívül gyakran elhangzanak háttérinformációk és személyes tapasztalatok, természetesen a cikkhez illően.
Egy tipikus folyóiratcikk a Biblia egyes próféciáiról, a keresztény viselkedésről, erkölcsről vagy a vallás és Biblia történetéről szól. Gyakran szólnak megerősítő cikkek olyan témákról, doktrínákról, amelyeket a kritikusok támadnak.
Vannak visszatérő cikksorozatok is, mint az Élettörténet, az Olvasóink kérdezik, a "Bibliai kérdések", a "Közeledj Istenhez!", a "Tudtad?", mely érdekes és kevésbé ismert információkat tár fel egyes bibliai személyekről, történésekről, az "Utánozzuk a hitüket!", mely bibliai személyek hitét ecseteli, a "Fiataloknak", melynek segítségével elemezhetünk egy bibliai helyzetet, és a "Tanítsd a gyermekedet!". Ezek a rovatok esetenként minden hónapban, míg mások 2-3 havonta jelennek meg a nyilvánosságnak szánt kiadásban. E két utóbb említett rovat a weboldalon jelenik meg és többnyire a folyóirat 2. oldalán utalás is van rájuk a webcímmel együtt. Az éves szolgálati jelentés 2008 óta nem jelenik meg a folyóiratokban. Ezt a minden évben kiadásra kerülő "Jehova Tanúi x. évi évkönyve"-ben lehet megtalálni. Minden negyedik hónapban van egy cikk a Tanulmányozási számban, amely összegzi a korábbi számok tartalmát Emlékszel? címmel. Minden évben a november 15-i Tanulmányozásra szánt kiadásban egy kétoldalas cikk mindig a Társulat támogatásának módjairól beszél. A nyilvánosságnak szánt folyóiratok tartalma 2013. január 1.-től jelentős változáson ment át. Például a cikkek egy része csak az interneten jelenik meg, a Társulat hivatalos weboldalán, ahogy ez föntebb már említve lett.
(További információk a tantételeikről a Jehova Tanúi szócikknél találhatóak.)

## Kiadások
Az évek elteltével többféle kiadás is napvilágot látott, hogy Jehova Tanúi minél szélesebb körben tudják terjeszteni. 1976-ban már elérhető volt angol Braille-írással. 1988-ban magnókazettákon is elérhetővé váltak az Őrtorony számai, ezután a válogatott cikkek szövegei elérhetővé váltak a honlapjukon is. Továbbá CD lemezeken is kiadták MP3 – majd később audio cd – formátumban. Már évek óta létezik magyar nyelven is a nagybetűs és felolvasott változata. A magnókazettás változatot 2009 óta nem készítik el, de CD-n elérhető magyarul is. Ma már minden cikk elérhető a weboldalon is HTML-formátumban és MP3-formátumban is. A híveket ma már arra buzdítják, hogy ne igényeljenek CD-t, hanem töltsék le a weboldalról a hanganyagot.

## Szerzők
Egy írói bizottságot tart fenn a Társulat, aminek tagjai ellenőrzik az írások kutatását, a szerkesztést, a cikkek írásának alakulását. Általában a világ minden részén található fiókhivatalok (a Társulat leányvállalatai) saját írói bizottságai végzik a cikkek megírását, amelyeket a szerkesztői teamek néznek át nyelvtani, értelmezési, elválasztási hibák után kutatva. Ezután kerülnek lefordításra a különböző nyelvterületen lévő kiadásért felelős fiókhivatalok fordító bizottságánál. Az írók, szerkesztők stb. nevei sohasem kerülnek bele a magazinba – kivéve a személyes történeteknél, élettapasztalatoknál (persze ott sem az író neve szerepel, hanem azé, akivel megtörtént) – és a Vezető Testület neve alatt jelennek meg, továbbá a tartalom a szervezet ellenőrzött hivatalos álláspontját képviseli – így értelmetlen szerzőséget megállapítani.

### Magyar nyelven
- A kiadó magyar nyelvre lefordított oldala.
- Hivatalos oldal, ahol a folyóiratok eredeti formában elolvashatók.
- Itt 2000-ig visszamenően olvashatók a folyóiratok.

### Idegen nyelven
- Sioni Őrtorony kereshető referenciája
- Több teljes Őrtorony letölthető PDF formátumban